# Liberto Rabal Cerezales
Liberto Rabal Cerezales (Roma, Itàlia, 30 de maig de 1975) és un actor i director de cine espanyol.

## Biografia

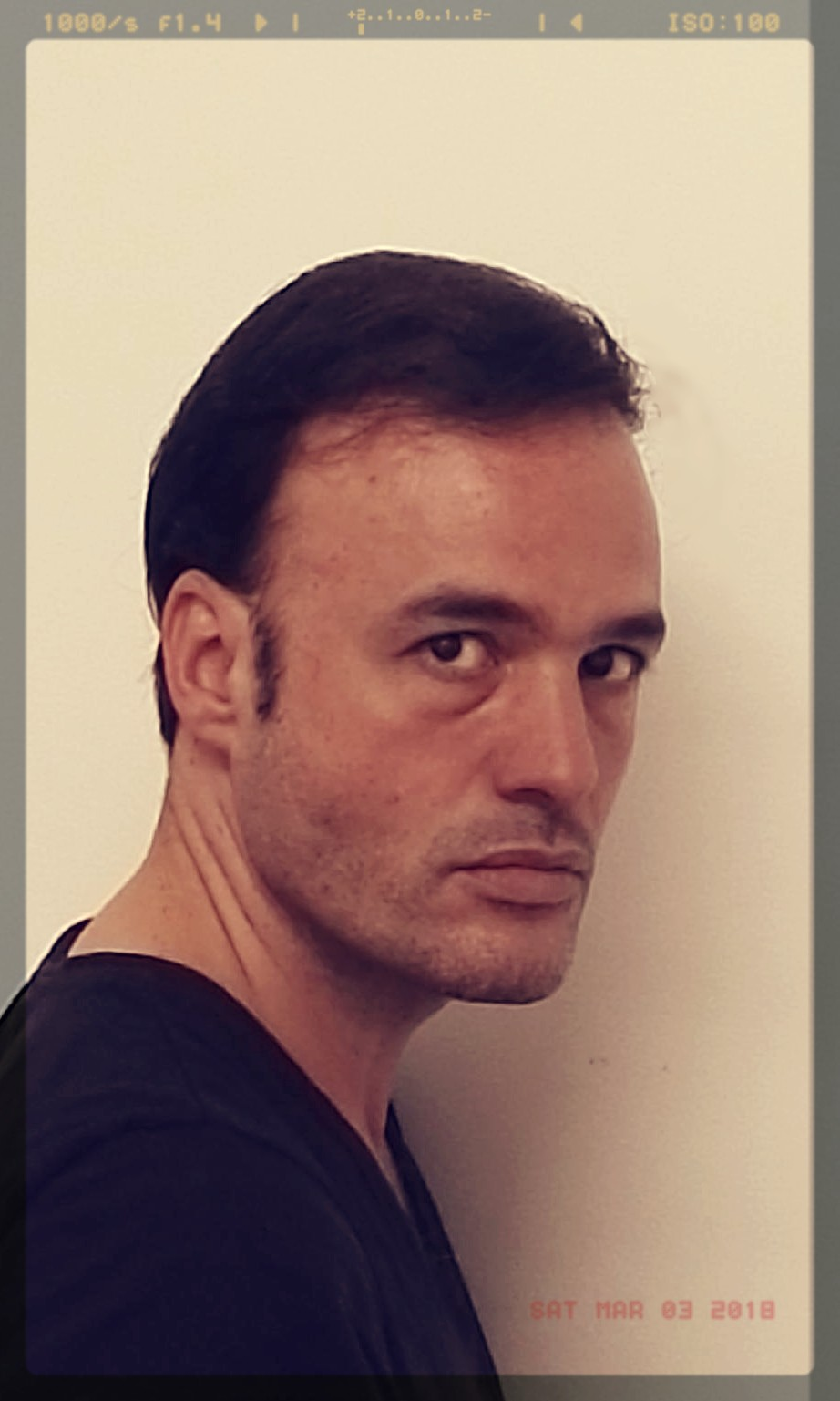
LIBERTO RABAL 2018

És fill del cineasta Benito Rabal i de Silvia Cerezales Laforet; net dels actors Francisco Rabal i Asunción Balaguer, de l'escriptora Carmen Laforet (autora de la novel·la Nada) i del periodista i crític literari Manuel Cerezales; i nebot de la cantant i presentadora Teresa Rabal. Està casat amb l'actriu i escriptora Adriana Davidova i tenen un fill en comú, Daniel Rabal Davidov.

## Carrera artística
En la dècada de 1980 apareix com a rostre infantil en les sèries Fortunata y Jacinta (cap. 3) i Los desastres de la guerra, ambdues dirigides per Mario Camus, qui també va comptar amb ell per la seva obra mestra Los santos inocentes, protagonitzada per Paco Rabal, el seu avi, i Alfredo Landa. També protagontiza El hermano bastardo de Dios, dirigida pel seu pare Benito Rabal i seleccionada per competició al Festival de Venècia. La seva carrera com a actor adult comença en 1996, realitzant papers secundaris a Más que amor, frenesí, d'Alfonso Albacete i Miguel Bardem, Pon un hombre en tu vida, d'Eva Lesmes i El tiempo de la felicidad, de Manuel Iborra.
En 1997 protagonitza Tranvía a la Malvarrosa de José Luis García Sánchez, pel·lícula per la qual és nominat al Premi Goya com a actor revelació, mentre Pedro Almodóvar l'escull per al paper principal de Carne trémula, on coincideix amb Javier Bardem i Ángela Molina.
En 1998 s'incorpora a la comèdia televisiva A las once en casa i en 2001 debuta en la direcció amb el curtmetratge Las noches vacías, a més d'encarnar al poeta alacantí Miguel Hernández en una producció de dos capítols per a Televisió Espanyola.
Després de diverses incursions teatrals, al costat d'Asunción Balaguer a Queridos poetas -en memòria del seu avi- i amb Don Juan Tenorio entre altres obres, en 2005 es bolca en el guió i la direcció de la seva primera pel·lícula, Síndrome, (seleccionada per a competició en el prestigiós Festival de Locarno), rodada després de guanyar un esment especial en el Festival de Màlaga (2001) pel seu primer curtmetratge com a director Las noches vacías, protagonitzat i escrit, igual que Síndrome, per la qual és la seva esposa i musa, Adriana Davidova, que també és autora del guió de La inercia de los cuerpos, el seu segon llargmetratge com a director, una compromesa reflexió sobre el sistema sanitari i la relació metge-pacient el rodatge del qual comença a l'octubre de 2006 amb la primera filmació en 35 mm d'un eclipsi anul·lar de sol a Espanya i es prolonga, a causa de necessitats de producció, durant els períodes d'estiu de 2007 i 2008.
També en 2007 presenta el seu segon curtmetratge com a director, Huellas, que guanya en el marc del Festival de Calasparra el premi A.E.T. 2007. En 2008 presenta el que és el seu primer llibre sobre cinema, Soñar en acción, editat per la Fundació Autor. També en 2008 prepara l'estrena d'un nou llargmetratge experimental com a director rodat en el 2007: La esquina.
L'agost de 2001 moria inesperadament Francisco Rabal, que unes setmanes més tard anava a rebre el Premi Donostia en el Festival de Cinema de Sant Sebastià. Va ser Liberto Rabal qui el va recollir en nom del seu avi, rendint-li tribut en un emotiu homenatge que va reunir en l'escenari del Kursaal a Carlos Saura, Carmen Sevilla, Julia Martínez, Terele Pávez, Ana Belén, Emma Suárez i María Barranco.
Ha protagonitzat també diverses pel·lícules a Itàlia (Mare Largo, amb Claudio Amendola, Cefalonia, amb Sarah Miles i Daniele Liotti); França (Tangos volés, d'Eduardo de Gregorio, amb Juan Echanove i Sylvie Testud); Cuba (Las noches de Constantinopla, d'Orlando Rojas) i, sumant-se a la seva incipient trajectòria com a director, ha reprès la seva labor com a actor a l'òpera prima de l'escriptor Hernán Migoya, Soy un pelele, al costat de Roberto Boladeras, que es va estrenar a Sitges 2008.
En 2009 i al llarg de 2010 Lliberto s'incorpora a la sèrie de TVE Amar en tiempos revueltos per a donar vida al periodista Adolfo Carmona durant la cinquena temporada. Al mateix temps acaba el rodatge d'un nou llargmetratge com a director, La esquina protagonitzat per Adriana Davidova, Moisès Molin i Francisco Brives. També al llarg de 2009 grava diversos discos de poemes, entre els quals destaca un disc-llibre sobre el poeta Miguel Hernández destinat a la commemoració del centenari del naixement del poeta i un disc recitant poetes del 50 i posteriors al costat d'Adriana Davidova. Liberto comença també en el 2009 la seva marxa com a conferenciant impartint diverses conferències sobre treball d'equip i de relació en la facultat de medicina de la UAM i sobre diversos temes, sempre relacionats amb el cinema i la relació interpersonal. En 2010 protagonitza el llargmetratge Huidas. En 2011 S'incorpora a la sèrie de màxima audiència de Canal Sur Arrayán, que protagonitza en 2012. En 2013 i 2014 actua a l'obra de teatre Una vida robada, rebent bones crítiques, entre altres de Javier Vallejo (El País), al costat d'Asunción Balaguer i Carlos Álvarez Novoa. En 2014 és inclòs com a autor a l'Antologia Amores Infieles de l'editorial Pigmalión.
En 2015 participa en assajos oberts al públic i en 2016 estrena l'obra de teatre Hacia el amor, sobre text de Ingmar Bergman en versió d'Adriana Davidova. El director de l'espectacle és el prestigiós José Carlos Plaza, guanyador del Premio Nacional de Teatro. Adriana Davidova i Liberto Rabal interpreten els personatges principals.

## Treballs
- 2019 Lapidada de Adriana Davidova
- 2018 JUMP (com a director i actor)
- 2017 Centro Médico
- 2017 Generaciones (Recital de teatre, Adriana Davidova, amb Ouka Leele)
- 2016- Hacia el Amor (obra de teatre)
- 2013- 2014 Una Vida Robada (obra de teatre)
- 2014 Huidas
- 2011-2012 Arrayán (sèrie)
- 2010 La esquina (com a director)
- 2009-2010 Amar es para siempre (sèrie)
- 2008 ¡Soy un pelele!
- 2007 Huellas (curt-com a director)
- 2005 W.C.
- 2004 Síndrome (Llarg-com a director, selecció Oficial Locarno Film Festival)
- 2003 Una cita con Flamingos (Video)
- 2002 Las noches de Constantinopla
- 2002 Las noches vacías (Curt-com a director)
- 2002 Viento del pueblo (Miguel Hernández) (minisèrie)
- 2002 Todo menos la chica
- 2001 Tangos robados
- 2001 I giorni dell'amore e dell'odio
- 1998-1999 A las once en casa (sèrie)
- 1998 Mare largo
- 1997 Carne trémula
- 1997 El tiempo de la felicidad
- 1996 Más que amor, frenesí
- 1996 Tranvía a la Malvarrosa
- 1996 Pon un hombre en tu vida
- 1996 Alma gitana
- 1995 Así en el cielo como en la tierra
- 1986 El hermano bastardo de Dios
- 1984 Los santos inocentes
- 1983 Los desastres de la guerra